# Heimo Erbse
Heimo Erbse (* 27. Februar 1924 in Rudolstadt; † 22. September 2005 in Baden bei Wien) war ein deutsch-österreichischer Komponist und Opernregisseur.

## Leben
Heimo Erbse war Sohn eines praktischen Arztes. Er besuchte an seinem Geburtsort ein Gymnasium, welches er vor seinem Abitur verlassen musste, da er sich der nationalsozialistischen Ausrichtung des Unterrichts nicht beugen wollte.
Bis zu seiner Einberufung zur Wehrmacht im Jahr 1942 studierte Erbse an der Staatlichen Hochschule für Musik in Weimar Klavier, Flöte und Komposition.
Nach der Rückkehr aus dem Zweiten Weltkrieg absolvierte er in Weimar ein Studium in Dirigieren bei Hermann Abendroth und Opernregie bei Ernst Kranz. Eine Verletzung, welche er sich an der Ostfront zugezogen hatte, machte eine Karriere als Instrumentalist nicht mehr möglich (Lähmung der rechten Hand).
In der Zeit von 1947 bis 1950 arbeitete Erbse als Regisseur an verschiedenen deutschen Opernhäusern. Danach studierte er von 1950 bis 1952 an der Musikhochschule Berlin Komposition bei Boris Blacher. Einer seiner Studienkollegen war Gottfried von Einem.
Im Jahr 1957 ließ sich Heimo Erbse als freischaffender Komponist in Taxenbach in den Salzburger Alpen nieder und arbeitete hauptsächlich für Film- und Theaterproduktionen, 1964 erwarb er die österreichische Staatsbürgerschaft.
Nach einem schweren Skiunfall im Jahr 1989 übersiedelt er nach Baden bei Wien, wo er bis zu seinem Tod im Jahr 2005 wohnte.
Der Nachlass von Heimo Erbse (Notenhandschriften und -drucke, Skizzen zu zahlreichen Werken, Manuskripte von Aufsätzen und Reden, Korrespondenz, biografische Unterlagen, Zeitungskritiken und Programmhefte) befindet sich im Archiv der Akademie der Künste in Berlin. Aus der Hinterlassenschaft des Komponisten wird jährlich der Heimo-Erbse-Förderpreis für Rockmusik aus Salzburg finanziert.

## Auszeichnungen
- 1954: Preis der Bayerischen Akademie der Schönen Künste München
- 1955: Kulturpreis der Industrie Köln
- 1955: Preis in einem Wettbewerb des deutschen Komponistenverbandes
- 1956: Berliner Kunstpreis für Musik (Junge Generation)[7]
- 1956 und 1957: Prix de la Fondation Européenne de la Culture
- 1961: Beethoven-Preis der Stadt Bonn
- 1973: Würdigungspreis für Musik des BMUK und Österreichischer Staatspreis
- 1985: Verleihung des Professorentitels durch den österreichischen Bundespräsidenten
- 1994: Kulturpreis der Stadt Baden
- 1996: Würdigungspreis des Landes Niederösterreich
- 2004: Österreichisches Ehrenkreuz für Wissenschaft und Kunst[8]

## Werke (Auswahl)

### Ensemblemusik
- Streichquartett Nr. 1, op. 5 (1951)[9]
- Ekstato – Rondo scherzando für Klavier zu zwei Händen, op. 7 (1953)[9]
- Zwölf Aphorismen – für Flöte, Violine und Klavier, op. 13 (1954)[9]
- Sonate – für Flöte und Klavier, op. 25 (1966)[9]
- Drei Studien – für Flöte und Gitarre, op. 30 (1972)[9]
- Sieben Skizzen in Form einer alten Suite – für Violoncello und Klavier, op. 34a (1975)[9]
- Trio – für Violine, Klarinette und Klavier, op. 41 (1978)[9]
- Vier lyrische Stücke, op. 39a-c,f,g (1978)[9]
- Drei Stücke – für Posaune und Klavier, op. 45 (1991)[9]
- Sonate – für Klarinette und Klavier, op. 47 (1993)[9]

### Orchestermusik
- Sechs Miniaturen – Für kleines Streichorchester, Klavier und Schlagzeug, op. 1 (1951)[9]
- Capriccio für Streichorchester mit Klavier und Schlagzeug, op. 4 (1952)[9]
- Sinfonietta giocosa – für großes Orchester, op. 14 (1956)[9]
- Erste Sinfonie – für großes Orchester, op. 23 (1963–1964)[9]
- Zweite Sinfonie – für großes Orchester, op. 29 (1969–1970)[9] Doblinger, Wien-München 1970 (Doblingers Studienpartituren 351)
- Tripelkonzert – für Violine, Cello, Klavier und Orchester, op. 32 (1973)[9]
- Dritte Sinfonie, op. 42 (1990)[9]
- Vierte Sinfonie, op. 48 (1992)[9]
- Fünfte Sinfonie (1993, Neufassung 1995–1996)
- Sechste Sinfonie (1988–1996)
- Siebente Sinfonie (1996)
- Achte Sinfonie (1997)
- Neunte Sinfonie (1998)
- Zehnte Sinfonie (1998)
- Elfte Sinfonie (1998–1999)
- Zwölfte Sinfonie
- Dreizehnte Sinfonie
- Vierzehnte Sinfonie
- Fünfzehnte Sinfonie (2000)

### Opern
- Fabel in C – Kammeroper (1952)[9]
- Julietta – Opera semiseria in vier Akten, op. 15 (1957), nach der Novelle „Die Marquise von O….“ von Heinrich von Kleist, uraufgeführt am 17. Aug. 1959 bei den Salzburger Festspielen[9]
- Der Deserteur – Oper in zwei Akten (1983)[9]
- Der Herr in Grau – Komische Oper (1966)[9]

### Schauspielmusik
- Ein Traumspiel – Bühnenmusik zum Stück von August Strindberg[9]
- Leonce und Lena – Bühnenmusik zum Stück von Georg Büchner[9]

### Ballettmusik
- Ruth – Ballett in zwei Akten, op. 16 (1958), nach dem Alten Testament 2 Akte op. 16, uraufgeführt 1959 in der Wiener Staatsoper[9]